# ديف براون (لاعب كرة قدم أمريكية)
ديف براون (بالإنجليزية: Dave Brown)‏ هو لاعب كرة قدم أمريكية أمريكي، ولد في 16 يناير 1953 في آكرون في الولايات المتحدة، وتوفي في 10 يناير 2006 في لوبوك في الولايات المتحدة بسبب نوبة قلبية.

## وصلات خارجية
- ديف براون على موقع مرجع كرة القدم المحترفة.كوم (الإنجليزية)